# Bill Joy

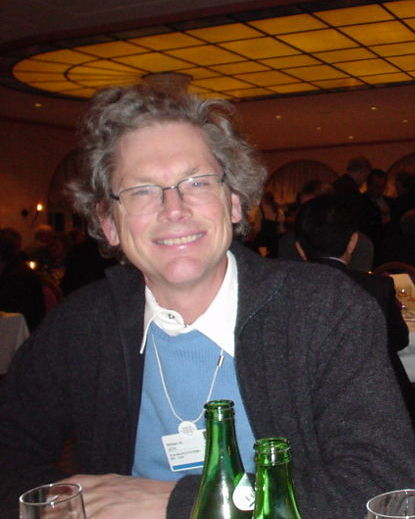
Bill Joy in januari 2003

William Nelson Joy (Farmington Hills, Michigan 8 november 1954), beter bekend als Bill Joy, is een Amerikaanse computerwetenschapper en zakenman. Joy is medeoprichter van Sun Microsystems in 1982 samen met Vinod Khosla, Scott McNealy en Andy Bechtolsheim, en was het hoofd van de wetenschappelijk-technische afdeling van het bedrijf tot 2003.
Hij is vooral bekend van het schrijven van het essay "Why the Future Doesn't Need Us" in Wired in april 2000, waarin hij zijn diepe bezorgdheid toont over de uiteindelijke gevolgen van het steeds verder ontwikkelen van moderne technologie zoals kunstmatige intelligentie en robotica. Volgens Joy nemen kunstmatige intelligenties, als ze ten slotte ver genoeg ontwikkeld zijn, de macht over van de mensheid en zetten deze dan buitenspel.
Hij speelde een belangrijke rol in de vroege ontwikkeling van BSD UNIX terwijl hij nog studeerde aan de universiteit van  Berkeley. Ook is Joy de auteur van de vi text editor.